# Julia Chuzhoy
Julia Chuzhoy é uma matemática e cientista da computação israelense, que trabalha no Toyota Technological Institute at Chicago, conhecida por suas pesquisas sobre algoritmos de aproximação e teoria dos grafos.

## Formação e carreira
Chuzhoy obteve os graus de bacharel, mestrado e doutorado na Technion em 1998, 2000 e 2004, respectivamente. Seu orientador de doutorado foi Joseph Seffi Naor. Trabalha no Toyota Technological Institute desde 2007, e tem um cargo no Departamento de Ciências da Computação da Universidade de Chicago.
Foi palestrante convidada do Congresso Internacional de Matemáticos em Seul (2014).

## Publicações selecionadas
| CL12. | Chuzhoy, Julia; Li, Shi (2012), «A polylogarithimic approximation algorithm for edge-disjoint paths with congestion 2», 2012 IEEE 53rd Annual Symposium on Foundations of Computer Science—FOCS 2012, IEEE Computer Soc., Los Alamitos, CA, pp. 233–242, MR 3186610. |

| CC16. | Chekuri, Chandra; Chuzhoy, Julia (2016), «Polynomial bounds for the grid-minor theorem», Journal of the ACM, 63 (5): A40:1–65, MR 3593966, arXiv:1305.6577, doi:10.1145/2820609. Preliminary versions of this work were presented at the 2014 and 2015 Symposia on Theory of Computing. |